# José Ibarburu
José Ibarburu Urkola (San Sebastián, Guipúzcoa, 21 de febrero de 1928 - 22 de septiembre de 2018) es un ex-remero español que tomó parte en los Juegos Olímpicos de Roma 1960

## Biografía

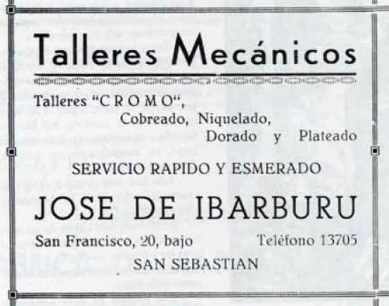
José Ibarburu

Nació en San Sebastián en 1928. Se inició en el banco fijo en el club Loiolatarra de San Sebastián, posteriormente pasó al Amaikak Bat y bogó en la trainera de San Sebastián. Por último acabó en el club de banco móvil Ur-Kirolak, donde continuó hasta su retirada como deportista. Con "Urki" obtuvo un gran palmarés a nivel nacional sumando 12 títulos de campeón de España.
- 1954 - Tercero en el Campeonato de España de 4 con timonel.
- 1954 - Campeón de España de 8 con timonel.
- 1955 - Campeón de España de 8 con timonel.
- 1956 - Campeón de España de 4 con timonel.
- 1956 - Campeón de España de 8 con timonel.
- 1957 - Campeón de España de 4 con timonel.
- 1957 - Campeón de España de 8 con timonel.
- 1958 - Subcampeón de España de 8 con timonel.
- 1959 - Campeón de España de 2 con timonel.
- 1959 - Campeón de España de 8 con timonel.
- 1960 - Tercero en el Campeonato de España de skiff.
- 1961 - Campeón de España de 8 con timonel
- 1962 - Campeón de España de 8 con timonel
- 1963 - Campeón de España de 4 con timonel
- 1964 - Campeón de España de 8 con timonel

Aunque no formó parte del bote de ocho con timonel de Ur Kirolak que se proclamó campeón de España en 1960, ya que esa temporada compitió en skiff, sí que fue seleccionado para tomar parte en los Juegos Olímpicos de Roma y en esa competición ocupó una de las plazas del bote de ocho con timonel, compuesto íntegramente por remeros del club. Su papel en la Olimpiada fue muy discreto ya que quedaron últimos en la serie que en la que participaron y en la serie de repesca.  También participó en los Juegos Mediterráneos de 1963

## Participaciones en Juegos Olímpicos
- Roma 60, Ocho con timonel.